# Національний музей Чеченської Республіки
Національний музей Чеченської Республіки — чеченський краєзнавчо- історичний музей, розташований у Грозному . Музей також має шість філій у селах республіки.

## Історія

### Створення музею
Національний музей Чеченської Республіки було відкрито 7 листопада 1924 року відділом народної освіти Грозного. Спочатку був окружним музеєм з історії культури та релігії. Він займав дві кімнати в одній із шкіл. Сюди з різних установ привозилися колекції предметів, які мають культурну цінність. У лютому 1925 року відкрився відділ нумізматики. Тут збиралися експонати з історії Грозного та Чечні, а також з історії релігії. Робота зі створення музею проводилася за допомогою місцевого колекціонера, пристрасного філателіста Бориса Скаліотті. Він і став першим завідувачем.
У 1930-ті роки Чеченський музей зі сховища матеріальних пам'яток перетворився на науково-дослідний заклад. У 1934 році Чеченська та Інгуська автономні області були об'єднані в Чечено-Інгуську автономну область. У 1936 році автономна область була перетворена на автономну республіку. Чеченський музей отримав статус Чечено-Інгуського республіканського краєзнавчого музею.

### Велика Вітчизняна війна, депортація
У роки німецько-радянської війни музей не припинив роботу. У лютому 1944 року чеченці та інгуші були примусово депортовані. Аж до середини 1950-х років музей існував як Грозненський обласний музей краєзнавства. У його фондах було 3356 експонатів.

### Відновлення республіки

Скульптура Льва Толстого у музеї станиці Старогладовської

Після відновлення Чечено-Інгуської АРСР у 1957 році в музеї демонструвалися експозиції, що відображали успіхи Чечено-Інгушетії в галузі економіки, освіти та культури. Цим досягалася реалізація його просвітницької, виховної та пропагандистської діяльності.
У 1967 році музей був нагороджений дипломом Міністерства культури СРСР, в 1973 — дипломом II ступеня Міністерством культури РРФСР. Згодом робота музею удостоювалася багатьох нагород.
До 1990-х років Чеченський державний об'єднаний музей був одним із найбільших на Північному Кавказі. У фондах було близько 230 тисяч одиниць зберігання, у фондах Чеченського республіканського музею образотворчих мистецтв імені Петра Захарова — близько 4 тисяч одиниць.
У 1994 році на території Чечні функціонували два регіональні музеї:
- Чеченський об'єднаний музей (краєзнавчий музей) із філіями:
  - Літературно-меморіальний музей Арбі Мамакаєва у с. Надтеречне Надтеречного району;
  - Літературно-етнографічний музей Л. М. Толстого у станиці Старогладовській Шелковського району;
  - Історико-меморіальний музей Асланбека Шерипова у селі Шатой Шатойського району;
- Чеченський республіканський музей образотворчих мистецтв ім. Петра Захарова з двома філіями:
  - виставковий зал;
  - студія-школа образотворчих мистецтв.

На початку 1990-х років музеї Чечні досягли найвищого розквіту. Вони придбали нову будівлю, великі музейні площі, що дозволяли експонувати багато музейних раритетів, що лежали у фондах незатребуваними з ідеологічних, політичних та інших міркувань.

### Чеченські війни

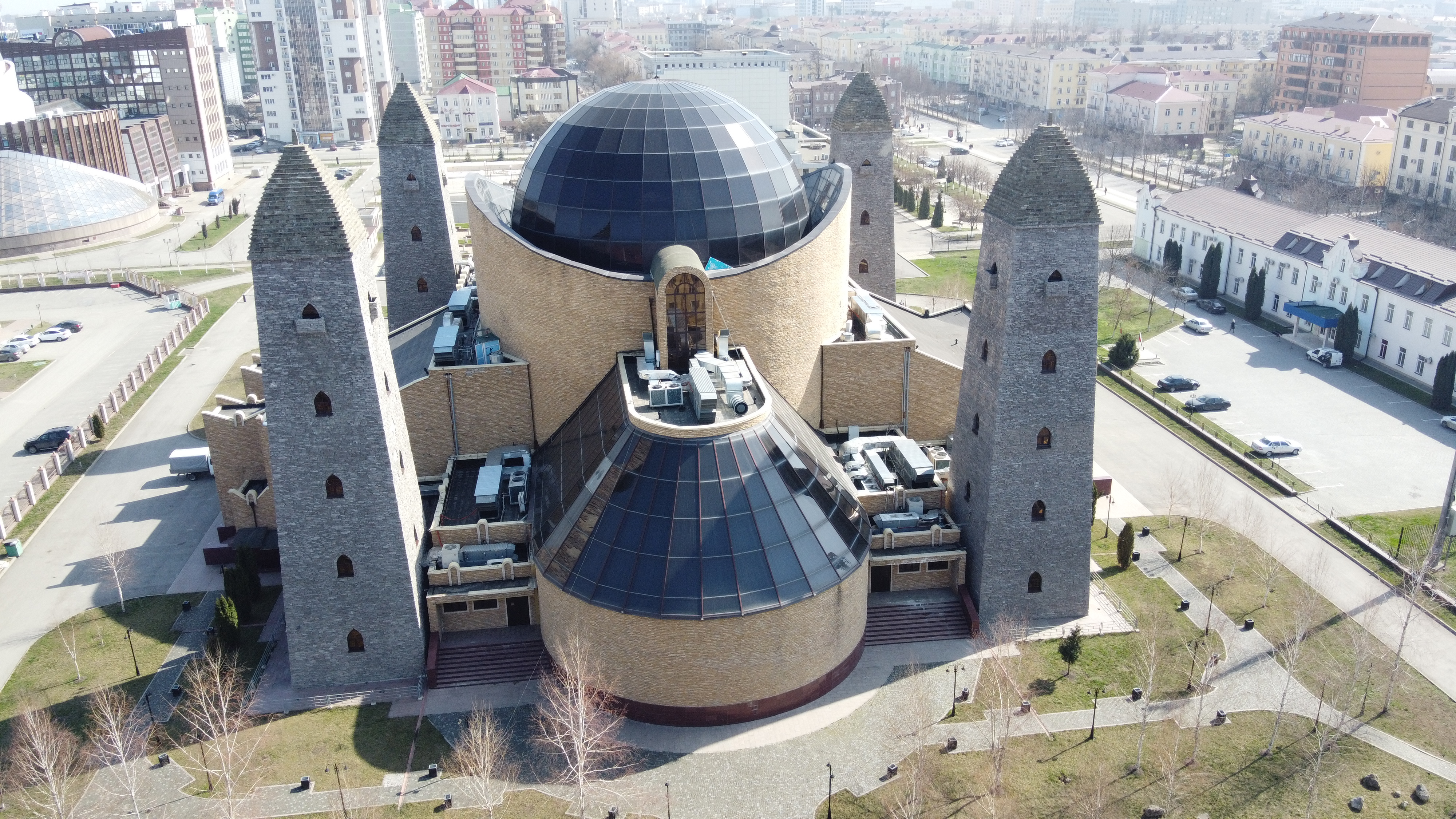
Нова будівля музею

Військові дії російсько-чеченських війн мали згубні наслідки для історико-культурної спадщини чеченського народу, музейної мережі та музейної справи загалом. Повністю було знищено матеріально-технічну базу музеїв, розграбовано та втрачено музейні фонди (до 90 %), зруйновано будівлі національного музею та історико-меморіального музею Асланбека Шерипова.
Головний музей втратив найзначніші культурно-історичні цінності. Серед втраченого такі картини, як «Смерть генерал-майора Слєпцова в Гехінському лісі» Франца Рубо, «Портрет хлопчика з книгою» Василя Тропініна, «Пейзаж», «Кавказ» Петра Верещагіна, «Місячний пейзаж», «Алхан-юрт» Івана Айвазовського, «Зголоднілі» Іллі Рєпіна.
Зникла вся етнографічна колекція, у тому числі:
- 68 чеченських істангів;
- колекція холодної та вогнепальної зброї XVII — XIX століть;
- печатка та шашка Шаміля, подарована ним Умі Дуєву — одному з лідерів народно-визвольного руху в Чечні XIX ст.;
- предмети, що належали Асланбеку Шерипову, політичному та військовому діячеві Чечні та Північного Кавказу;
- предмети археології;
- унікальний посуд для національної страви «жижиг-галнаш», яким у цьому посуді пригощали Серго Орджонікідзе;

та багато іншого. Було втрачено сім із дев'яти творів першого професійного чеченського художника Петра Захарова, академіка живопису Російської Імператорської академії мистецтв.
Також були викрадені:

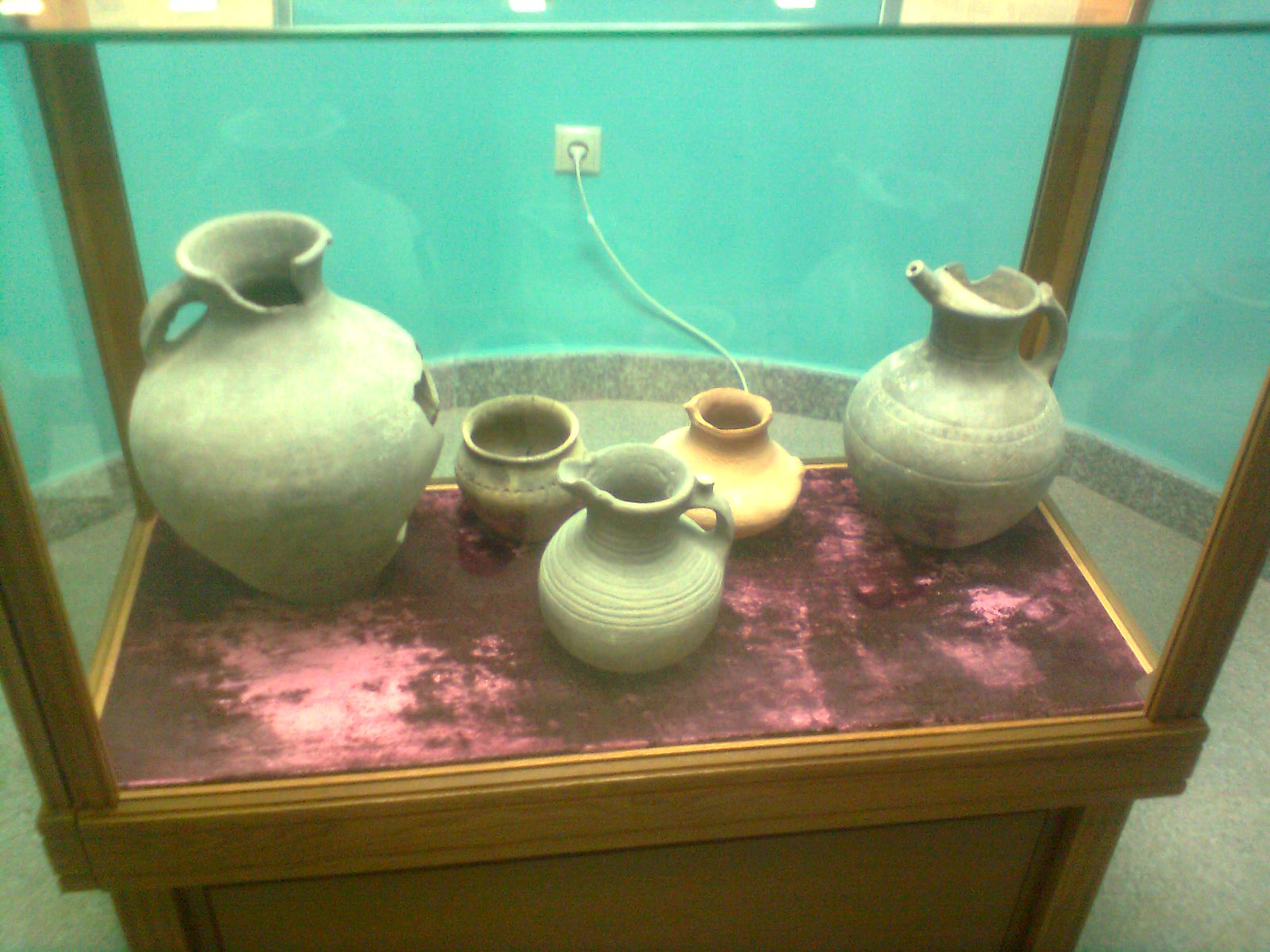
Експонати з колекції музею

- 16 одиниць горських шабель та шашок XVIII—XIX століть з декоративним оздобленням з дорогоцінних металів;
- близько 200 одиниць з колекції предметів національного чоловічого та жіночого одягу, кінської збруї з дорогоцінних металів (нагрудники, газирі, пояси жіночі та чоловічі, вуздечки, батоги тощо);
- 77 одиниць творів європейського, російського та східного декоративно-ужиткового мистецтва XVIII—XIX ст.;
- 40 інвентарних книг із даними про всі музейні фонди;
- 50 томів звітів археологічних експедицій, здійснених біля республіки з 1947 року, інша документація[2].

У зв'язку з необхідністю консолідації збережених музейних фондів та проведення єдиної музейної політики Чеченський державний обласний музей та Чеченський республіканський музей образотворчого мистецтва імені академіка Петра Захарова були у жовтні 1996 року об'єднані у єдиний Національний музей Чеченської Республіки.

### Післявоєнний період

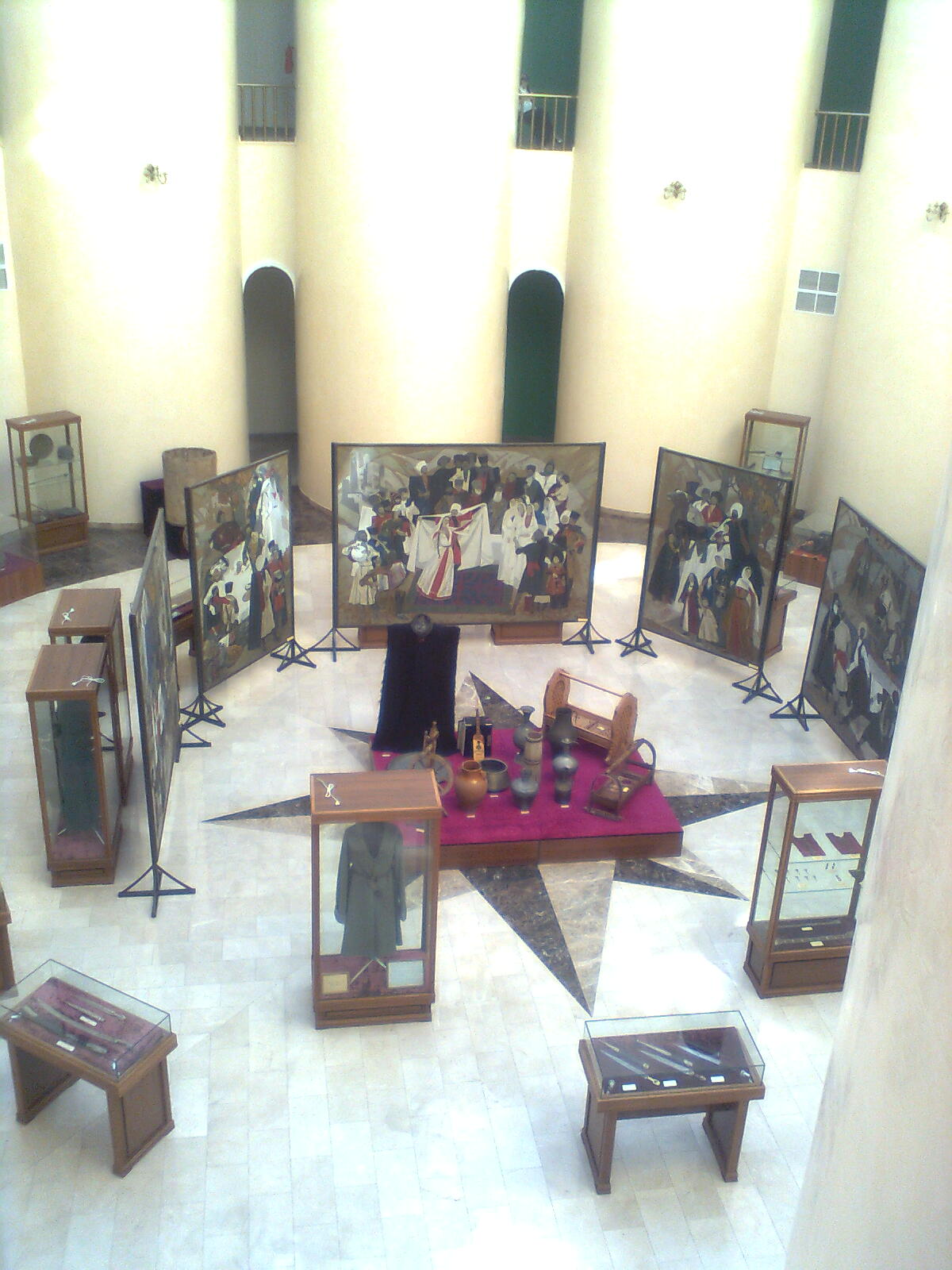
Центральна зала музею

2004 року у Грозному за допомогою Третьяковської галереї було проведено дві виставки. Делегація Російського комітету Міжнародної ради музеїв вивчила стан музейної мережі республіки та взяла зобов'язання щодо забезпечення Національного музею Чечні обладнанням, необхідним для відкриття та функціонування інтернет-сайту.
18 травня 2007 року, у Міжнародний день музеїв, відбулося урочисте відкриття відновлених музейних площ. У 2009 році заново відбудовано основну будівлю Літературно-етнографічного музею Л. М. Толстого, відреставровано вже існуючі і зведені нові споруди. Завершено ремонтно-реставраційні роботи на старовинному будинку-особняку Літературного музею Михайла Лермонтова, облагороджено та декоровано територію музею.
За післявоєнний період фонди Національного музею збільшилися на понад 4 тисячі одиниць зберігання. Ведеться робота з пошуку та повернення музею викрадених цінностей. 94 картини музею було передано у 1995 році на реставрацію до Всеросійського художнього науково-реставраційного центру імені Ігоря Грабаря. З 1999 по 2002 роки до них додалися ще 4 картини:
- «Портрет графа М. І. Зубова» та «Портрет графині Н. А. Зубової» невідомого художника;
- «Портрет барона Рокасовського» Костянтина Маковського (XIX ст.);
- «Взяття аула Гуніб та полон Шаміля 25 серпня 1859 року» Ф. Рубо.

Повернено музею дві гармати початку XIX століття із Сургуту Тюменської області, вивезені з Чечні військовослужбовцями під час військової кампанії. Сьогодні музей налічує у своїх фондах понад 30 тисяч одиниць схову. Процес поповнення втрачених фондів триває.
Національний музей має такі філії:
- літературно-меморіальний музей Арбі Мамакаєва в селі Надтеречне;
- літературно-етнографічний музей Л. М. Толстого у станиці Старогладовській;
- Махкетинський краєзнавчий музей у селі Махкеті;
- літературний музей М. Ю. Лермонтова у селі Парабоч;
- Галерея Ілеса Татаєва у Москві;
- Літературно-меморіальний музей А. Айдамірова у селі Мескети.

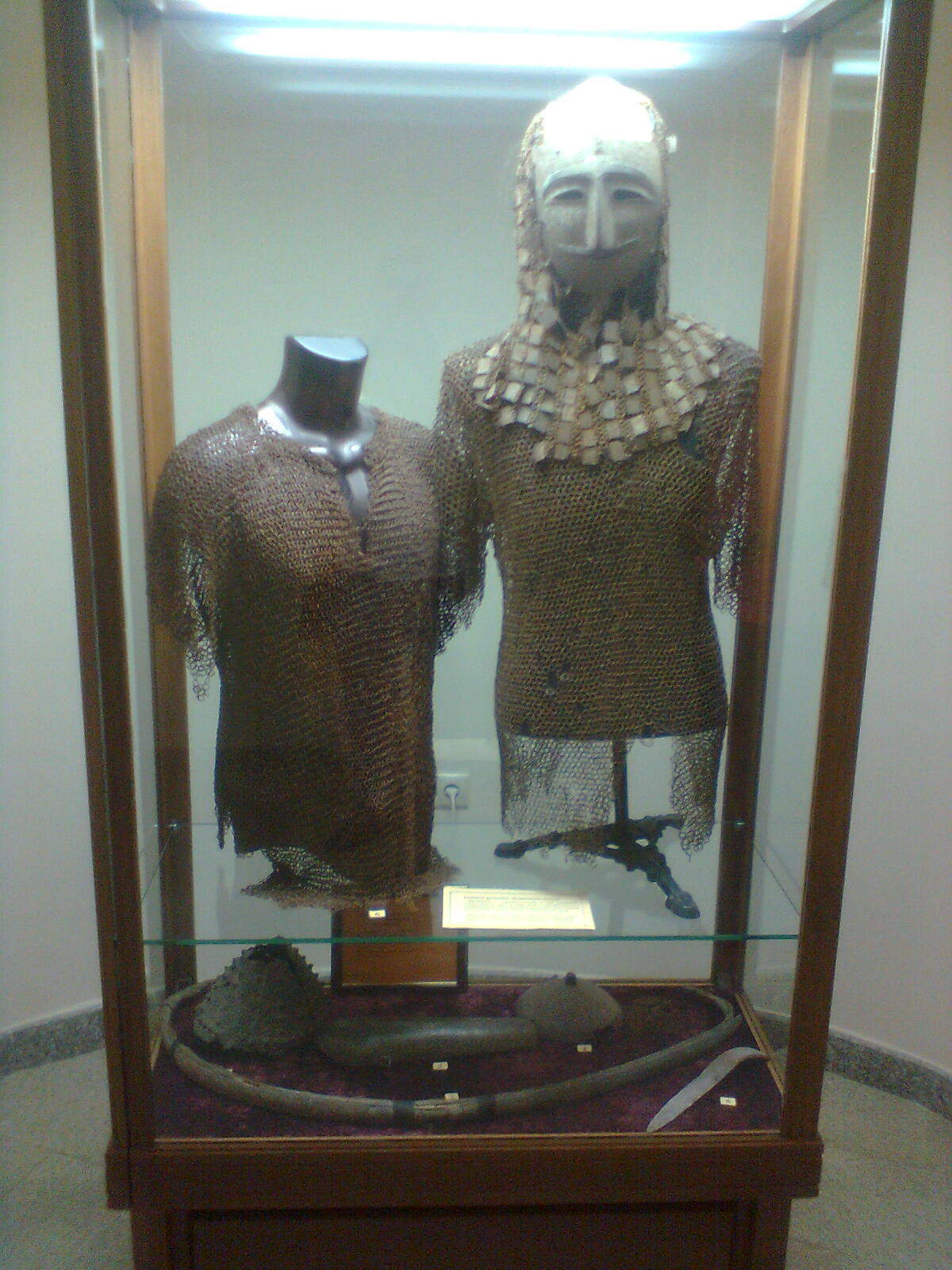
Обладунки чеченського воїна з колекції музею

У повоєнний період, незважаючи на відсутність елементарних умов, Національний музей Чеченської Республіки не припиняв науково-освітньої, експозиційної та виставкової діяльності: проводились науково-практичні конференції, випущено кілька збірників наукових статей (один із них виданий у Музеї-садибі Л. М. Толстого «Ясна Поляна»), організовувалися виставки, експозиції, екскурсії. На базі головного музею та філій проходять музейну практику студенти історичного факультету Чеченського державного університету, які навчаються за спеціальностями «музейна справа та охорона пам'яток», «історія», «соціальний сервіс та туризм».
5 жовтня 2012 року відкрилася нова будівля музею.
У грудні 2013 року в музеї відкрився перший на Північному Кавказі інформаційно-освітній центр « Державний Російський музей: віртуальна філія», що став 135-м за функціонуючим в Росії, за кордоном та в Антарктиді в рамках унікального міжнародного проекту, що втілює ідею доступності зборів національного мистецтва за допомогою нових комп'ютерних технологій.